# Parachute RZ
Le parachute RZ est une série de parachutes créée par les Allemands lors de la Seconde Guerre mondiale.
Ayant réalisé que la guerre trouvait naturellement son prolongement dans les missions aéroportées, l'Allemagne étudia les avancées des différentes nations dans ce domaine. Cette série améliora le dispositif d'ouverture automatique et garda l'attache unique du parachute créée par les Italiens. Mais cette attache obligeait le parachutiste à regarder le sol et provoquait de violents balancements qui causèrent de nombreux accidents lors d'entraînements et d'opérations.